# Ranunculus abnormis
Ranunculus abnormis es una planta  de la familia de las ranunculáceas.

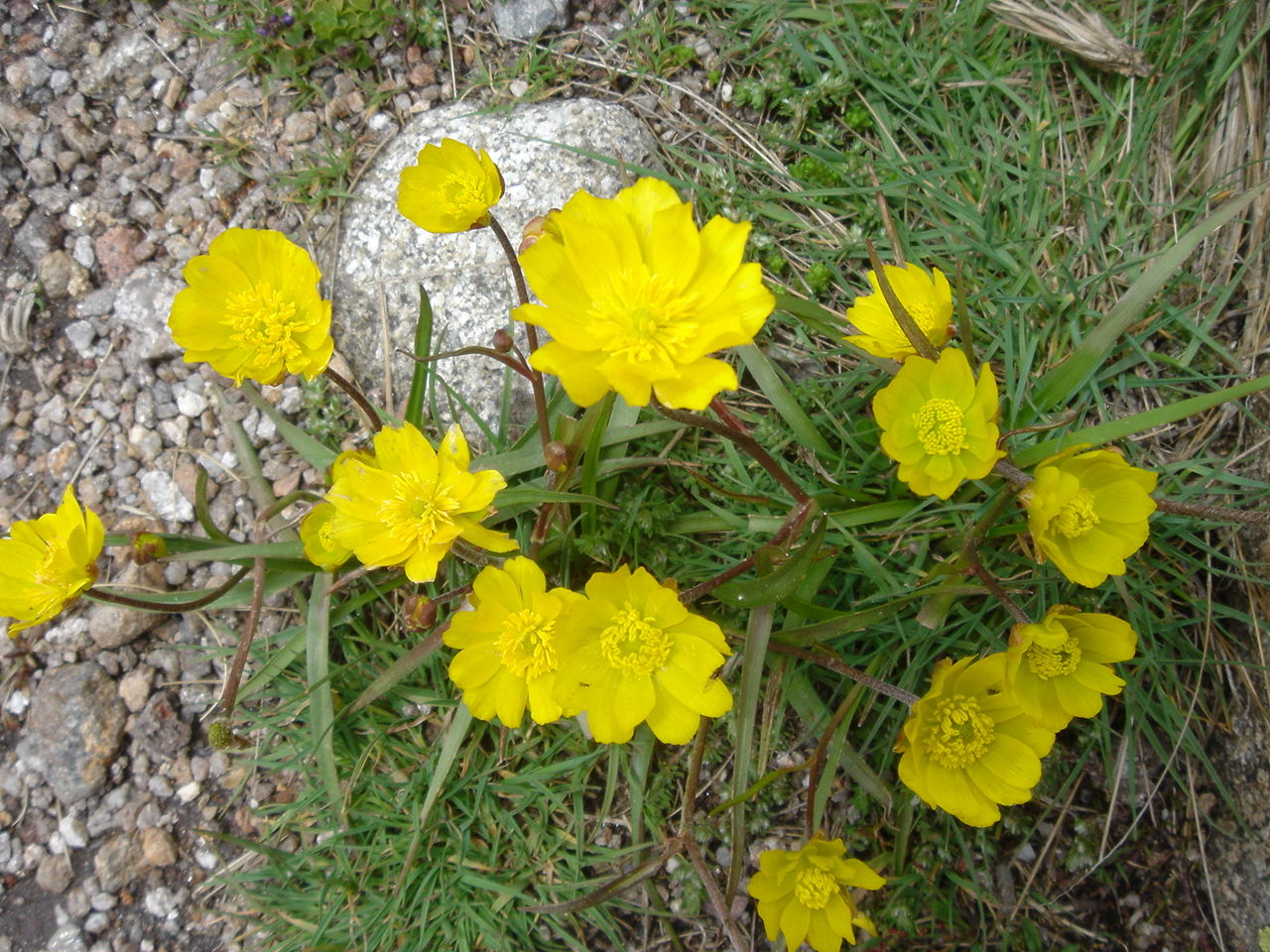
En su hábitat

## Descripción
Hierba vivaz  a través de una cepa engrosada. Tiene raíces tuberosas y tallos de hasta 37 cm, aunque generalmente no alcanza los 25 cm durante la floración. Hojas basales oblongo-lanceoladas o lineares, enteras, estrechadas poco a poco en un peciolo, frecuentemente con forma de capuchón en el ápice; hojas caulinares sentadas, casi abrazando el tallo. Inflorescencia simple o algo ramificada, con 1-4(-7) flores; pétalos en número de 8 a 13, amarillos, de oblongos a obovados; carpelos numerosos, comprimidos, dispuestos en un receptáculo oblongo. Fruto formado por numerosos aquenios de hasta 2,5 mm de longitud, comprimidos, obovoides. Florece en primavera y verano.

## Distribución y hábitat
Este botón de oro fue descubierto por primera vez en los cervunales de La Serrota por el botánico español Vicente Cutanda y Jarauta, quien publicó la primera descripción junto con Heinrich Moritz Willkomm en el año 1859. Es una planta localmente abundante en los cervunales de ciertos valles de la vertiente norte serrana. Se conoce exclusivamente de las Sierras de Guadarrama, Gredos, Montes de León y Sierra de la Estrella. El epíteto latino abnormis (fuera de la norma), hace referencia a lo atípico de esta planta en relación con sus congéneres.

Está protegida por ley en la Comunidad de Madrid.

## Taxonomía
Ranunculus abnormis fue descrita por Cutanda et Willk. y publicado en Linnaea 30: 83 (1859-61).
Citología
Número de cromosomas de Ranunculus abnormis (Fam. Ranunculaceae) y táxones infraespecíficos: 2n=16
Etimología
Ranunculus: nombre genérico que proviene del latín tardío que significa "ranita", de "rana"  y un diminutivo final. Esto probablemente se refiere a muchas especies que se encuentran cerca del agua, como las ranas.
abnormis: epíteto latino que significa "irregular".